# Wahlbezirk Böhmen 65
Der Wahlbezirk Böhmen 65 war ein Wahlkreis für die Wahlen zum Abgeordnetenhaus im österreichischen Kronland Böhmen. Der Wahlbezirk wurde 1907 mit der Einführung der Reichsratswahlordnung geschaffen und bestand bis zum Zusammenbruch der Habsburgermonarchie.

## Geschichte
Nachdem der Reichsrat im Herbst 1906 das allgemeine, gleiche, geheime und direkte Männerwahlrecht beschlossen hatte, wurde mit 26. Jänner 1907 die große Wahlrechtsreform durch Sanktionierung von Kaiser Franz Joseph I. gültig. Mit der neuen Reichsratswahlordnung schuf man insgesamt 516 Wahlbezirke, wobei mit Ausnahme Galiziens in jedem Wahlbezirk ein Abgeordneter im Zuge der Reichsratswahl gewählt wurde. Der Abgeordnete musste sich dabei im ersten Wahlgang oder in einer Stichwahl mit absoluter Mehrheit durchsetzen. Der Wahlkreis Böhmen 65 umfasste die Gerichtsbezirke Unterkralowitz und Wlašim, wobei die Stadt Wlašim (Wahlbezirk 33) ausgenommen war.

### Reichsratswahl 1907
Die Reichsratswahl 1907 wurde am 14. Mai 1907 (erster Wahlgang) sowie am 23. Mai 1907 (Stichwahl) durchgeführt.

#### Erster Wahlgang
| Kandidat                                                                       | Partei                                               | Wahlkreis- stimmen | Stimmen- anteil |
| ------------------------------------------------------------------------------ | ---------------------------------------------------- | ------------------ | --------------- |
|                                                                                | Partei des katholischen Volkes (Klerikaler Agrarier) | 3554               | 38,5 %          |
|                                                                                | Tschechische Sozialdemokratische Partei              | 2612               | 28,3 %          |
|                                                                                | Tschechische Agrarpartei                             | 1627               | 17,6 %          |
|                                                                                | Jungtschechen                                        | 1031               | 11,1 %          |
|                                                                                | Tschechisch national-soziale Partei                  | 343                | 3,7 %           |
|                                                                                | Sonstige Parteien                                    | 66                 | 0,7 %           |
| Wahlberechtigte: 10.549, Ungültige/Leere Stimmen: 118, Wahlbeteiligung: 88,6 % |                                                      |                    |                 |

#### Stichwahl
| Kandidat                                                                       | Partei                                  | Wahlkreis- stimmen | Stimmen- anteil |
| ------------------------------------------------------------------------------ | --------------------------------------- | ------------------ | --------------- |
|                                                                                | Partei des katholischen Volkes          | 4422               | 55,9 %          |
|                                                                                | Tschechische Sozialdemokratische Partei | 3490               | 44,1 %          |
| Wahlberechtigte: 10.549, Ungültige/Leere Stimmen: 127, Wahlbeteiligung: 76,2 % |                                         |                    |                 |

### Reichsratswahl 1911
Die Reichsratswahl 1911 wurde am 13. Juni 1911 sowie am 20. Juni 1911 (Stichwahl) durchgeführt.

#### Erster Wahlgang
| Kandidat                                                                      | Partei                                  | Wahlkreis- stimmen | Stimmen- anteil |
| ----------------------------------------------------------------------------- | --------------------------------------- | ------------------ | --------------- |
|                                                                               | Tschechische Agrarpartei                | 4048               | 49,5 %          |
|                                                                               | Christlichsoziale Partei                | 2399               | 29,3 %          |
|                                                                               | Tschechische Sozialdemokratische Partei | 1672               | 20,4 %          |
|                                                                               | Christlichsoziale Partei                | 39                 | 0,5 %           |
|                                                                               | Sonstige Parteien                       | 22                 | 0,3 %           |
| Wahlberechtigte: 10.672, Ungültige/Leere Stimmen: 88, Wahlbeteiligung: 77,5 % |                                         |                    |                 |

#### Stichwahl
| Kandidat                                                                      | Partei                   | Wahlkreis- stimmen | Stimmen- anteil |
| ----------------------------------------------------------------------------- | ------------------------ | ------------------ | --------------- |
|                                                                               | Tschechische Agrarpartei | 4879               | 62,7 %          |
|                                                                               | Christlichsoziale Partei | 3029               | 38,3 %          |
| Wahlberechtigte: 10.672, Ungültige/Leere Stimmen: 94, Wahlbeteiligung: 75,0 % |                          |                    |                 |